# Râul Coman, Vaser
Râul Coman este un curs de apă, afluent al Vaser. 